# Джуелл (округ, Канзас)
Шаблон:StateAbbr_ 39°36′45″ пн. ш. 97°59′48″ зх. д. / 39.6125° пн. ш. 97.996666666667° зх. д.
Округ Джуелл (англ. Jewell County) — округ (графство) у штаті Канзас, США. Ідентифікатор округу 20089.

## Історія
Округ утворений 1887 року.

## Демографія
За даними перепису 
2000 року 
загальне населення округу становило 3791 осіб, усе сільське.
Серед мешканців округу чоловіків було 1875, а жінок — 1916. В окрузі було 1695 домогосподарств, 1098 родин, які мешкали в 2103 будинках.
Середній розмір родини становив 2,8.
Віковий розподіл населення поданий у таблиці:
| Стать    | До 15 років | 15-21 | 22-29 | 30-39 | 40-49 | 50-65 | 65-85 | Понад 85 |
| -------- | ----------- | ----- | ----- | ----- | ----- | ----- | ----- | -------- |
| Чоловіки | 335         | 153   | 97    | 206   | 309   | 345   | 375   | 55       |
| Жінки    | 312         | 139   | 98    | 194   | 290   | 330   | 446   | 107      |

## Суміжні округи
- Наколлс, Небраска — північний схід
- Ріпаблік — схід
- Клауд — південний схід
- Мітчелл — південь
- Осборн — південний захід
- Сміт — захід
- Вебстер, Небраска — північний захід

## Виноски
1. ↑  U.S. Decennial Census. United States Census Bureau. Архів оригіналу за 26 квітня 2015. Процитовано 26 липня 2014.
2. ↑  Historical Census Browser. University of Virginia Library. Архів оригіналу за 11 серпня 2012. Процитовано 26 липня 2014.
3. ↑  Population of Counties by Decennial Census: 1900 to 1990. United States Census Bureau. Архів оригіналу за 5 червня 2019. Процитовано 26 липня 2014.
4. ↑  Census 2000 PHC-T-4. Ranking Tables for Counties: 1990 and 2000 (PDF). United States Census Bureau. Архів оригіналу (PDF) за 18 грудня 2014. Процитовано 26 липня 2014.
5. ↑  State & County QuickFacts. United States Census Bureau. Архів оригіналу за 6 серпня 2011. Процитовано 26 липня 2014.(англ.) Наведено за англійською вікіпедією.
6. ↑  American FactFinder. Бюро перепису населення США. Архів оригіналу за 21 травня 2008. Процитовано 31 січня 2008.

| США | Це незавершена стаття з географії США. Ви можете допомогти проєкту, виправивши або дописавши її. |